# Carlito syrichta
Carlito syrichta — вид приматів з родини довгоп'ятових (Tarsiidae).

## Поширення
Ендемік Філіппін. Поширений на південному сході країни на островах Мінданао, Бохоль, Лейте, Дінагат, Самар, Маріпіпі, Сіаргао, Басілан і Біліран.

## Опис
Тіло завдовжки 10 см. Хвіст голий, довший за тіло. Середня вага самців — 134 г, самиць — 117 г. Голова велика, округла, здатна повертатися майже на 360 °. Надзвичайно великі очі, пристосовані для нічного способу життя. Має рухливі вуха й гострий слух. Задні кінцівки особливо розвинені й мають подовжені щиколотки. Здатний стрибати з місця на відстань кількох метрів. Пальці довгі, закінчуються плоскими подушечками. Хутро густе, шовковисте, від сірого до темно-коричневого кольору. Зубна формула: 2: 1: 3: 3 у верхній щелепі, 1: 1: 3: 3 — в нижній, верхні ікла відносно невеликі.

## Спосіб життя
Поширений у тропічних вологих лісах. Живе в густому підліску. Активний вночі. Трапляється поодинці. Живиться комахами та іншими безхребетними. Спаровування відбувається у квітні-травні. Вагітність триває півроку. Народжується одне добре розвинене дитинча. Самиця годує його молоком два місяці. Статевозрілим стає у віці 2 років.